# Magistralinis kelias A17
Die Magistralinis kelias A17 (lit. für ,Hauptstraße A17') ist eine Fernstraße in Litauen. Sie bildet die Westumgehung der Stadt Panevėžys, verbindet die Magistralinis kelias A10 im Norden mit der Magistralinis kelias A9 im Westen und der Magistralinis kelias A8 sowie der Magistralinis kelias A2 im Süden und ist ein Teil der Europastraße 67 (Via Baltica) und der Europastraße 272. Ihre Länge beträgt rund 22 km.

## Geschichte
Die Umgehungsstraße von Panevėžys wurde in den 1990er Jahren gebaut. Der Abschnitt von der A2 bis zur A9 wurde 1995 gebaut, der Abschnitt von der A9 bis zur A10 wurde 1999 fertiggestellt. Nach der Fertigstellung beider Abschnitte, wurde die A17 Teil der Europastraßen E67 (Via Baltica) und E272. Im Jahr 2015 wurde die Kreuzung der A17 mit der A10 zu einem Turbokreisverkehr umgebaut.